# Мусалла
Мусалла (араб. المصلى‎) намазгох, намазга (тадж. Намозгоҳ) — первоначально синоним мечети, затем — праздничная загородная мечеть, предназначенная для молитвы и жертвоприношения в праздники Курбан-байрам и Ураза-байрам. Обычно намазгох представляет собой открытое место прямоугольной формы, посыпанное гравием или песком, со стороны киблы находится стена с михрабом. Традиция совершения праздничной молитвы в мусалле существовала в Средней Азии до начала XX века, а в других странах (например, в Иране) эта традиция постепенно угасает.
С точки зрения архитектуры, муссалла относится к открытому типу мечети (месту совершения коллективных молитв), с композиционным типом — обычно, огороженной площадью, имеющей михраб, мимбар, а в некоторых случаях — минарет. Данный тип молитвенных сооружений имел достаточно широкое распространение в исламском мире. К примеру, на северных территориях распространения ислама к мусалла можно отнести комплекс Кече Манара в г. Болгар (респ. Татарстан).
В более широком смысле мусалла — молитвенный зал вообще, в том числе, находящийся в мечети.